# Polypedilum alternans
Polypedilum alternans är en tvåvingeart som beskrevs av William Forsyth 1971. Polypedilum alternans ingår i släktet Polypedilum och familjen fjädermyggor. Inga underarter finns listade i Catalogue of Life.